# قائمة الوزارات المصرية
تتضمن هذه المقالة قائمة الوزارات في جمهورية مصر العربية

## الوزارات
| ت  | الوزارة                                           | التأسيس | الشعار | الموقع الالكتروني                                                       | ملاحظات                                 |
| -- | ------------------------------------------------- | ------- | ------ | ----------------------------------------------------------------------- | --------------------------------------- |
| 1  | وزارة الأوقاف                                     | 1835    |        | awkafonline.com                                                         |                                         |
| 2  | وزارة الإسكان والمرافق والمجتمعات العمرانية       | 1996    |        | mhuc.gov.eg                                                             |                                         |
| 3  | وزارة الاتصالات وتكنولوجيا المعلومات              | 1999    |        | mcit.gov.eg                                                             |                                         |
| 4  | وزارة البترول والثروة المعدنية                    | 2020    |        | petroleum.gov.eg                                                        |                                         |
| 5  | وزارة البيئة                                      | 1997    |        | eeaa.gov.eg                                                             |                                         |
| 6  | وزارة الصناعة                                     | 1934    |        | mti.gov.eg                                                              |                                         |
| 7  | وزارة التربية والتعليم والتعليم الفني             |         |        | moe.gov.eg                                                              |                                         |
| 8  | وزارة التضامن الاجتماعي                           |         |        | http://www.moss.gov.eg نسخة محفوظة 7 يونيو 2023 على موقع واي باك مشين.  |                                         |
| 9  | وزارة التعاون الدولي                              |         |        | http://www.moic.gov.eg                                                  | دمجت مع وزارة التخطيط                   |
| 10 | وزارة التعليم العالي والبحث العلمي                | 1961    |        | http://portal.mohesr.gov.eg                                             |                                         |
| 11 | وزارة التموين والتجارة الداخلية                   | 1994    |        | http://www.msit.gov.eg                                                  |                                         |
| 12 | وزارة التنمية المحلية                             | 1999    |        | http://mld.gov.eg                                                       |                                         |
| 13 | وزارة الثقافة                                     | 1958    |        | http://www.moc.gov.eg                                                   |                                         |
| 14 | وزارة الخارجية والهجرة وشئون المصريين بالخارج     | 1922    |        | /https://www.mfa.gov.eg                                                 |                                         |
| 15 | وزارة الداخلية                                    | 1857    |        | https://moi.gov.eg/                                                     |                                         |
| 16 | وزارة الدفاع                                      | 1980    |        | http://mod.gov.eg/                                                      |                                         |
| 17 | وزارة الدولة للإنتاج الحربي                       | 1951    |        | http://www.momp.gov.eg نسخة محفوظة 18 يوليو 2018 على موقع واي باك مشين. |                                         |
| 18 | وزارة الزراعة واستصلاح الأراضي                    | 1913    |        | https://moa.gov.eg/                                                     |                                         |
| 19 | وزارة السياحة والآثار                             | 1966    |        | http://www.tourism.gov.eg                                               |                                         |
| 20 | وزارة الشباب والرياضة                             | 1979    |        | /http://emss.gov.eg                                                     |                                         |
| 21 | وزارة الصحة والسكان                               | 1936    |        | http://www.mohp.gov.eg/default.aspx                                     |                                         |
| 22 | وزارة الطيران المدني                              | 2002    |        | http://www.civilaviation.gov.eg                                         |                                         |
| 23 | وزارة العدل                                       | 1805    |        | http://www.jp.gov.eg نسخة محفوظة 30 يوليو 2020 على موقع واي باك مشين.   |                                         |
| 24 | وزارة العمل                                       | 1961    |        | http://www.manpower.gov.eg                                              |                                         |
| 25 | وزارة الكهرباء والطاقة المتجددة                   | 1964    |        | http://www.moee.gov.eg                                                  |                                         |
| 26 | وزارة المالية                                     | 1856    |        | http://www.mof.gov.eg/                                                  |                                         |
| 27 | وزارة الموارد المائية والري                       | 1914    |        | http://www.mwri.gov.eg/                                                 |                                         |
| 28 | وزارة النقل                                       | 1919    |        | https://mot.gov.eg/ نسخة محفوظة 7 يناير 2020 على موقع واي باك مشين.     |                                         |
| 29 | وزارة شئون المجالس النيابية                       |         |        |                                                                         |                                         |
| 30 | وزارة الدولة للإعلام                              | 1986    |        |                                                                         |                                         |
| 31 | وزارة التخطيط والتنمية الاقتصادية والتعاون الدولي | 2019    |        | https://mped.gov.eg/                                                    |                                         |
| 32 | وزارة قطاع الأعمال العام                          |         |        | http://www.mpbs.gov.eg/Arabic/Pages/default.aspx                        |                                         |
| 33 | وزارة الهجرة وشؤون المصريين                       |         |        |                                                                         | دُمجت مع وزارة الخارجية في 3 يوليو 2024. |